# Le Prophète rouge
Pour les articles homonymes, voir Prophète.
Le Prophète rouge (titre original : Red Prophet) est un roman de fantasy écrit  par Orson Scott Card et publié en 1988.
Ce roman fait partie des chroniques d'Alvin le Faiseur et fait suite au Septième Fils.

## Éditions
- Red Prophet, Tor Books, janvier 1988, 311 p.  (ISBN 0-312-93043-7)
- Le Prophète rouge, L'Atalante, coll. « La Dentelle du cygne », novembre 1992, trad. Patrick Couton, 416 p.  (ISBN 2-905158-66-2)
- Le Prophète rouge, in Les Chroniques d'Alvin le Faiseur, L'Atalante, coll. « La Dentelle du cygne », septembre 1996, trad. Patrick Couton, 896 p. pages  (ISBN 2-84172-040-3)
- Le Prophète rouge, Gallimard, coll. « Folio SF » no 15, septembre 2000, trad. Patrick Couton, 464 p.  (ISBN 2-07-041575-9)

## Les Chroniques d'Alvin le Faiseur
- Le Septième Fils
- Le Prophète rouge
- L'Apprenti
- Le Compagnon
- Flammes de vie
- La Cité de cristal
- Master Alvin